# Macroom
Macroom is een plaats in het westen van het Ierse graafschap Cork. De plaats telt 2985 inwoners.
De plaats is een marktplaats gelegen in de vallei van de rivier de Sullande, een zijrivier van de Lee, tussen Cork en Killarney.
Bij het gehucht Béal na mBláth nabij Macroom werd in 1922 de Ierse vrijheidsstrijder Michael Collins in een hinderlaag gedood. Een monument aan de R585 herinnert aan de aanslag.

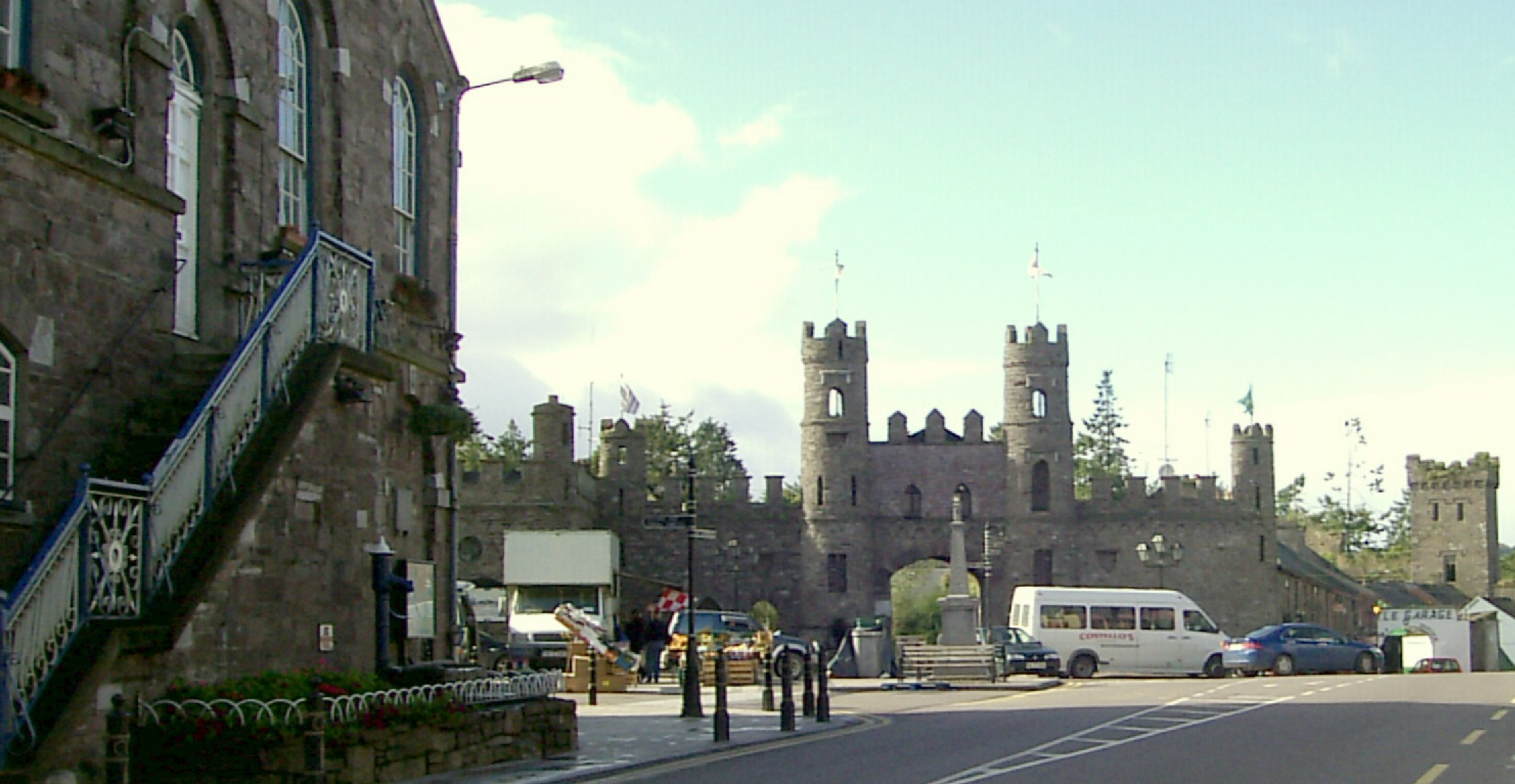
Burcht in Macroom